# Ляосі (провінція)

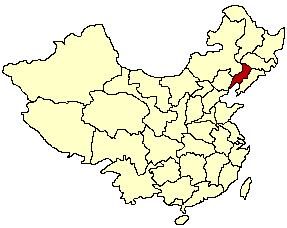

Ляосі (кит. трад. 遼西省, спр. 辽西省, піньїнь: Liáoxī Shěng, «до заходу від ріки Ляо») — колишня провінція у північно-східнім Китаї, утворена у 1945 році напередодні заснування КНР у 1949. Зрештом увійшла до провінції Ляонін та, частково, Цзілінь у 1954.